# Ad maiorem Dei gloriam
Ad maiorem Dei gloriam è una frase latina, dal significato letterale: «per la maggior gloria di Dio».
La frase si trova per la prima volta nei Dialoghi (1,2) di San Gregorio Magno, anche se già nella Prima lettera ai Corinzi di san Paolo si trova già la frase "Sia dunque che mangiate, sia che beviate, sia che facciate qualsiasi altra cosa, fate tutto per la gloria di Dio" (1 Cor. 10,31), versetto da cui presumibilmente è nata la forma attuale. È il motto della Compagnia di Gesù; la sigla "A.M.D.G." contrassegnava la maggior parte dei libri editi dalla Compagnia di Gesù.
Il presente motto, con l'integrazione "et socialem", è il motto dell'associazione Alleanza Cattolica.
L'uso della frase non è limitato al mondo cattolico: anche un luterano come Johann Sebastian Bach amava usare tale motto nelle proprie opere. Egli soleva scrivere alla fine delle sue opere S.D.G. (Soli Deo Gloria).
È usato come divisa (motto) da numerose famiglie italiane.